# Podkovnjaki
Podkovnjaki (znanstveno ime Rhinolophidae) so velika družina netopirjev, ki vključujejo približno 130 vrst. Pripadajo podredu Microchiroptera (mali netopirji).
Svoje ime so dobili po posebni kožni strukturi okoli nosnic, od katerih je ena v obliki podkve. Široke zaokrožene prhuti ustvarjajo značilen piskav let teh netopirjev. V mirovanju prosto visijo in so lahko popolnoma oviti z opno svojih prhuti. V določenih regijah sveta predstavljajo vir hrane, uporabljajo se tudi v tradicionalni medicini. Lahko so prenašalci bolezni. Več vrst podkovnjakov je naravni rezervoar SARS koronavirusa (SARS-CoV).
- Poddružina Rhinolophinae
  - Rod Rhinolophus
- Poddružina Hipposiderinae
  - Rod Anthops
  - Rod Asellia
  - Rod Aselliscus
  - Rod Cloeotis
  - Rod Coelops
  - Rod Hipposideros
  - Rod Paracoelops
  - Rod Rhinonicteris
  - Rod Triaenops

## Podkovnjaki v Sloveniji
V Sloveniji trenutno živijo le tri vrste podkovnjakov, četrta vrsta je domnevno izumrla.
1. Rhinolophus blasii - Blasijev podkovnjak (domnevno izumrla vrsta)
2. Rhinolophus hipposideros - mali podkovnjak
3. Rhinolophus euryale - južni podkovnjak
4. Rhinolophus ferrumequinum - veliki podkovnjak